# سلاح الاستخبارات الإسرائيلي

علم سلاح المخابرات

سلاح الاستخبارات الإسرائيلي (بالعبرية: חיל המודיעין)، يعرف اختصاراً باسم هامان (بالعبرية: חמ"ן) هو فيلق في الجيش الإسرائيلي يندرج ضمن اختصاص مديرية الاستخبارات العسكرية (أمان) ومسؤول عن جمع ونشر المعلومات الاستخبارية لهيئة الأركان العامة والفرع السياسي.

## التاريخ
تأسس الفيلق بناء على توصية لجنة أغرانات حول النواقص الاستخبارية في حرب أكتوبر. يتم فصل رئيس المخابرات عن رئيس أمان ولكنه تابع له. في 12 نوفمبر 1976، تم تعيين أول رئيس استخبارات وهو العميد دوف تماري .
يضم الفيلق الوحدة 8200، وهي وحدة التجميع المركزية في الجيش الإسرائيلي والمسؤولة عن جمع الإشارات وتحليل التشفير، بالإضافة إلى وحدة هاتساف المسؤولة عن جمع معلومات استخبارات المصادر المفتوحة.
يشارك الفيلق أيضًا في أعمال مكافحة التجسس وأمن المعلومات، ويقدم تقييمات عامة. تتمثل المهمة الأساسية والرئيسية لهذا الجهاز العسكري في توفير تحذير رصدي سياسي وعسكري في وقت الحرب والنشاط ضد إسرائيل.

## روابط خارجية
- موقع سلاح المخابرات باللغة العبرية